# Сант'Иларио (Мачерата)
Сант'Иларио је насеље у Италији у округу Мачерата, региону Марке.
Према процени из 2011. у насељу је живело 32 становника. Насеље се налази на надморској висини од 822 м.